# Hemispingus reyi
Hemispingus reyi là một loài chim trong họ Thraupidae.